# رندی زاکربرگ
رندی جین زاکربرگ (به انگلیسی: Randi Jayne Zuckerberg) (متولد ۲۸ فوریه ۱۹۸۲) مؤسس و مدیر عامل زاکربرگ مدیا و سردبیر وب‌گاه Dot Complicated است. او مدیر سابق بازاریابی و سخن‌گوی سابق فیس‌بوک و خواهر مؤسس آن مارک زاکربرگ است.

## تفکرات
در سال ۲۰۱۱ میلادی رندی زاکربرگ از حذف بینامی در شبکه اینترنت پشتیبانی و دلیل این مسئله را حفاظت از کودکان در برابر ارعاب رایانه‌ای اعلام کرد.
مردم وقتی با اسم واقعی‌شان فعالیت می‌کنند، خیلی بهتر رفتار می‌کنند ... من فکر می‌کنم آدم‌ها پشت بینامی پنهان می‌شوند و فکر می‌کنند در پشت درهای بسته هر چه می‌خواهند می‌توانند بگویند